# Metroidvania
Per metroidvania si intende un sottogenere dei videogiochi di azione-avventura caratterizzato da un game design e da meccaniche simili a quelle presenti nei titoli delle due serie da cui trae origine. Il termine è infatti una parola macedonia formata da Metroid e Castlevania.
I metroidvania si distinguono per la presenza di una mappa interconnessa, esplorabile liberamente, ma con aree inizialmente inaccessibili a causa di ostacoli che richiedono abilità, armi o oggetti speciali da ottenere nel corso del gioco. Questi potenziamenti permettono non solo di proseguire nell’esplorazione, ma anche di affrontare nemici più impegnativi, scoprire scorciatoie e accedere ad aree segrete, spesso tornando in zone già visitate. Attraverso queste meccaniche, i metroidvania fondono strettamente narrazione e level design, con grande attenzione alla costruzione degli ambienti e alla responsività dei comandi, incoraggiando l’esplorazione e la sperimentazione da parte del giocatore.
I videogiochi metroidvania sono generalmente platform a scorrimento orizzontale, anche se il genere può includere varianti con diverse prospettive e stili di gioco. Sebbene abbiano raggiunto il successo con le prime generazioni di console, il genere ha visto una rinascita a partire dagli anni 2000 grazie a titoli indipendenti acclamati dalla critica.

## Storia
Sebbene non sia stato il primo del suo genere, Metroid (1986, Nintendo Entertainment System) viene generalmente considerato il titolo che più ha influenzato il genere metroidvania. L'obiettivo del videogioco per Nintendo era quello di creare un videogioco d'avventura non lineare per distaccarlo dagli altri videogiochi dell'epoca, dando la possibilità al giocatore di ripercorrere i suoi passi, fornendo potenziamenti permanenti, in contrasto con i giochi d'avventura dell'epoca che fornivano solo potenziamenti temporanei. La serie risultò popolare e i titoli successivi raffinarono l'esplorazione, aggiungendo elementi narrativi al genere, come avviene in Super Metroid (1994, Super Nintendo Entertainment System).

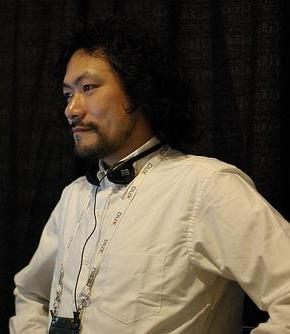
Koji Igarashi ha stabilito le caratteristiche fondamentali del genere metroidvania.

In quel periodo, la serie di giochi a piattaforme a tema horror gotico Castlevania stava acquisendo popolarità. Il Castlevania originale (1986, NES) era caratterizzato da livelli che il giocatore completava in maniera sequenziale. I suoi seguiti furono Vampire Killer (1986, MSX) e Castlevania II: Simon's Quest (1987, NES) che sperimentarono con avventure non lineari, prima che la serie tornasse allo stile più lineare del Castlevania originale. Il direttore della serie, Koji Igarashi, scoprì che mentre loro continuavano a produrre sequel per soddisfare i fan della serie, i giocatori con più esperienza attraversavano velocemente i livelli, mentre i nuovi giocatori avevano difficoltà con alcuni di essi. Cercando di creare un titolo che sarebbe stato apprezzato da un pubblico più ampio e aumentando la durata del gioco, Igarashi e altri nel suo team presero ispirazioni a delle idee usate per la serie The Legend of Zelda per lo sviluppo di Castlevania: Symphony of the Night (1997, PlayStation). Tali idee consistevano in un mondo aperto da esplorare, la necessità di raccogliere oggetti chiave per accedere a certe aree e la possibilità i migliorare il personaggio giocante come nei videogiochi di ruolo. Il cambiamento risultò popolare tra i videogiocatori e i giochi successivi adottarono questa formula. Con la pubblicazione di Super Metroid e Castlevania: Symphony of the Night, la formula presentata da questi giochi avrebbe gettato le fondamenta di quelli che oggi sono considerati i metroidvania odierni.
Mentre le due serie continuarono a sviluppare titoli di questo genere, il concetto di metroidvania cominciò ad espandersi quando altri sviluppatori cominciarono a lavorare su giochi dello stesso stile. Cave Story (2004, Microsoft Windows) venne sviluppato da Daisuke Amaya per omaggiare Metroid e altri giochi classici. Il gioco venne accolto positivamente dalla critica, dimostrando inoltre cosa potesse fare una persona sola. Non solo evidenziò una nuova forma dei videogiochi Castlevania e Metroid, ma propose inoltre i giochi a piattaforme in 2D come un valido formato per i giochi indipendenti. Shadow Complex (2009,  Xbox 360) della Chair Entertainment è stato sviluppato basandosi sulla premessa che Super Metroid fosse "il pinnacolo del game design in 2D". Il gioco ha ricevuto recensioni positive e rimane uno dei giochi più venduti in digitale dai servizi online di Xbox 360. Grazie a videogiochi come questi, il genere metroidvania cominciò a destare l'interesse sia di grandi sviluppatori sia di studi indipendenti.
Anche se il termine "metroidvania" viene comunemente usato per descrivere i giochi di questo genere, o giochi che hanno elementi ispirati a questo genere, le origini del termine sono incerte. Igarashi afferma di non essere stato lui a coniare il termine, anche se è grato per la sua invenzione. Igarashi fa notare che con Symphony of the Night l'obiettivo era un'esplorazione simile a quella di Zelda, ma con una impostazione a scorrimento orizzontale, che però venne confrontato con Metroid e crede sia così che il neologismo nacque. Un simile termine, "castledroid", viene a volte utilizzato per descrivere il genere. Il giornalista videoludico Jeremy Parish, che gestisce il sito Metroidvania.com con lo scopo di catalogare tutti i videogiochi metroidvania conosciuti, ammette di aver aiutato a popolarizzare il termine, ma lo apprese dal suo ex-collega di 1UP.com, Scott Sharkey, che usò il termine per descrivere i giochi nella serie Castlevania che adottarono elementi della serie Metroid.

## Basi del gameplay

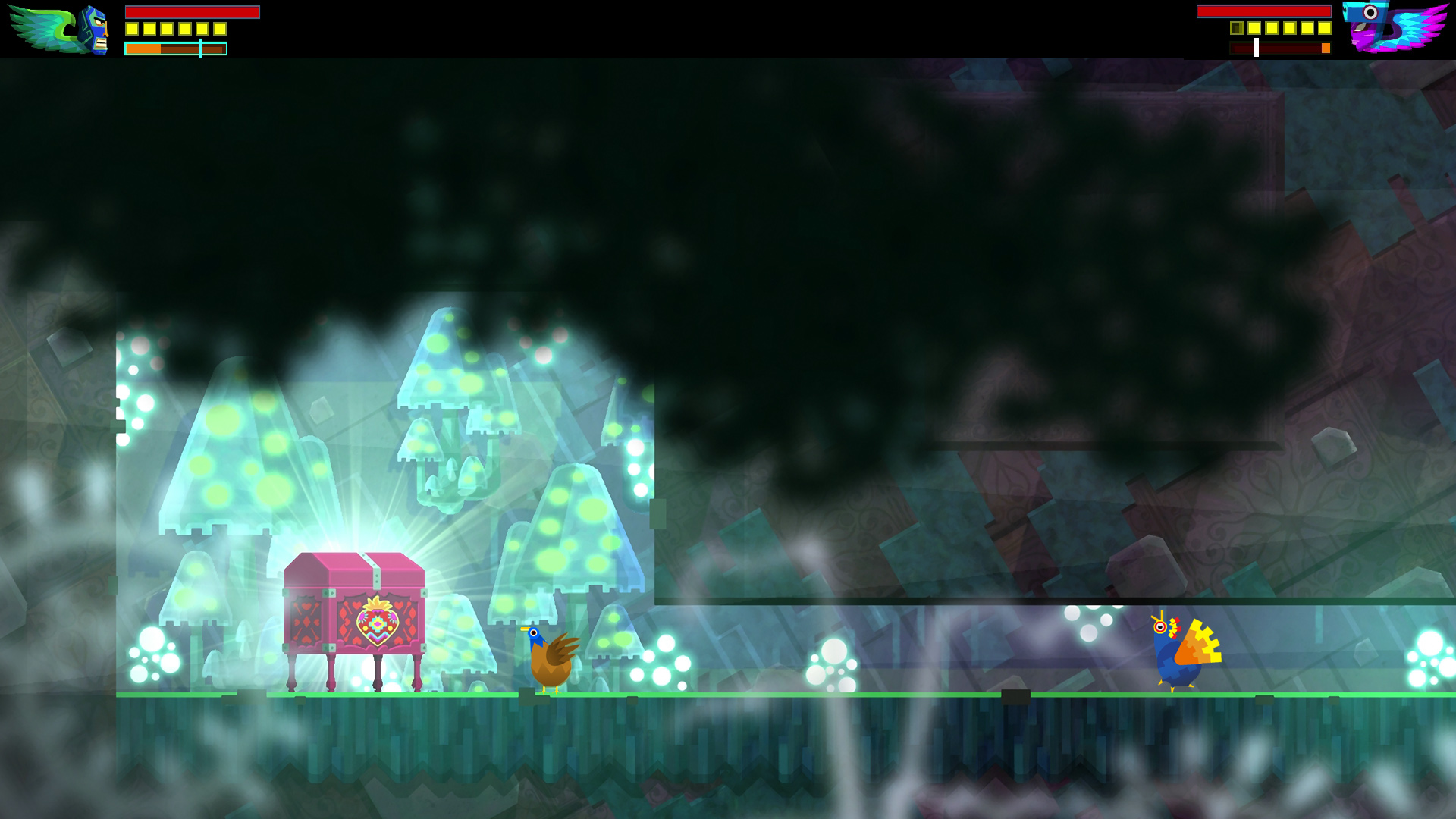
In Guacamelee!, il giocatore acquisisce l'abilità di trasformarsi temporaneamente in una gallina, il che gli permette di passare attraverso corridoi stretti e scoprire segreti.

Il termine metroidvania viene usato per riferirsi a giochi a piattaforme caratterizzati da una singola mappa interconnessa, con stanze o sezioni di grandezza variabile. Non tutte le aree della mappa sono disponibili all'inizio del gioco, spesso richiedono l'ottenimento di oggetti specifici (come armi o chiavi) o di una nuova abilità del personaggio giocante per rimuovere o superare l'ostacolo che bloccava la strada. Spesso tale oggetto è protetto da un boss, che offre sfide legate alla storia distribuite in tutta la mappa di gioco. Le mappe sono non lineari e spesso richiedono che il giocatore attraversi la mappa multiple volte durante il corso del gioco. Mostri più deboli popolano altre parti del livello e ricompaiono quando il giocatore visita di nuovo le stanze, spesso possono essere sconfitti per ottenere salute, munizioni o punti esperienza.
Giochi più grandi sono caratterizzati da punti di salvataggio e dalla possibilità di trasportare il personaggio velocemente tra certe stanze in punti distanti sulla mappa, eliminando il bisogno di riattraversare ogni volta la mappa in momenti successivi nel gioco. Accedere a nuove abilità può inoltre aprire scorciatoie che riducono il tempo di spostamento e permettono di scoprire segreti che possono aiutare a migliorare le abilità del personaggio. Per esempio, le abilità del doppio salto o del salto sul muro conferiscono al personaggio una maggiore mobilità, mentre la possibilità di trasformarsi in oggetti più piccoli permette di attraversare corridoi stretti. Il genere si concentra sull'esplorazione di una grande mappa e sull'avanzamento delle abilità del personaggio giocante. I metroidvania sono a volte definiti "giochi a piattaforme d'avventura" a causa di ciò.
I metroidvania sono generalmente associati con mappe/livelli disposte a scorrimento orizzontale in due dimensioni, nelle quali il personaggio giocante può muoversi a destra, sinistra, verso l'alto e verso il basso. Questi giochi vengono tipicamente resi con grafiche bidimensionali, ma possono includere sezioni in 2.5D usando motori grafici in 3D ma limitando i movimenti del personaggio giocante su due dimensioni, come nel suddetto Shadow Complex. L'esplorazione e le idee di sviluppo del personaggio nei metroidvania possono essere applicate anche in altri generi, anche se tali giochi non vengono tipicamente categorizzati come metroidvania. Per esempio, la trilogia Metroid Prime è uno sparatutto in prima persona che si basa sullo stesso stile esplorativo di Metroid. Dark Souls è un gioco di ruolo d'azione in terza persona considerato un metroidvania caratterizzato da "soft lock", ostacoli nella forma di boss che sono difficili ma non impossibili da battere all'inizio del gioco e che diventano progressivamente più facili da battere con l'aumento dell'esperienza e delle abilità. La serie di action-adventure in terza persona Batman: Arkham usa concetti simili ai metroidvania, ovvero Batman deve trovare nuovi gadget per accedere alle nuove aree. Prey (2017) è stato sviluppato con un immersivo in prima persona ma usando concetti di level design ispirati ai metroidvania, in cui il personaggio è obbligato a ripercorrere le stesse aree più volte, acquisendo nel frattempo altri oggetti e abilità.
Igarashi ha descritto quelli che per lui sono gli elementi chiave del genere. Questi includono il design di mappe che incoraggiano l'esplorazione, ma che guidino il personaggio sulla strada principale attraverso il gioco e fornendo i mezzi per il giocatore per essere consapevole del luogo in cui si trova in ogni momento. Ciò può essere effettuato da mezzi grafici posti nel mondo di gioco, segnali visivi unici in punti chiave, schermate con la mappa del mondo e lo status del giocatore e i mezzi per muoversi velocemente nella mappa.

## Analisi
La popolarità del genere metroidvania viene considerata legata alla facilità con cui i giochi a piattaforme possono essere appresi e padroneggiati, dando allo stesso tempo al giocatore un personaggio giocante da migliorare nel corso del gioco. Molti sviluppatori di metroidvania indipendenti affermano che l'esplorazione sia l'elemento fondamentale che attira nuovi giocatori, stimolando il naturale istinto umano ad esplorare e dando al giocatore un senso di scoperta e autocontrollo. Donald Mustard di Chair Entertainment, i creatori di Shadow Complex, afferma che un buon metroidvania aiuta il giocatore a raggiungere delle epifanie che permettono loro di progredire nel gioco, usando come esempio una sporgenza che all'inizio non poteva raggiungere e, acquisendo nuove abilità, scoprirà di essere diventato capace di raggiungerla.
Dal punto di vista degli sviluppatori, il genere metroidvania beneficia lo sviluppatore stesso. Il genere incoraggia strette correlazioni tra il level design e la storia, fornendo allo sviluppatore l'opportunità di creare un mondo immersivo. Il level design di questi giochi può inoltre porre una sfida ai giocatori che sia giusta e godibile. Raggiungere questo obiettivo può essere considerato come un successo per lo sviluppatore. Thomas Mahler di Moon Studios, sviluppatori di Ori and the Blind Forest, afferma che è importante creare un mondo coeso con un'impostazione indimenticabile, dato che "il giocatore deve ricordare i livelli, in quanto parte fondamentale del gioco stesso".